# Антонович, Марк Дмитриевич
Марк Дми́триевич Анто́нович (23 июля (5 августа) 1916, Киев — 28 января 2005, Монреаль, Канада) — украинский историк и публицист, организатор научной работы в диаспоре. Жил в США, Канаде.

## Биография
Родился в Киеве в дворянской семье российского и украинского историка Дмитрия Антоновича. Внук Владимира Антоновича и брат Михаила Антоновича. В эмиграции с 1923 года. Изучал египтологию в Карловом университете в Праге (1936—1939), Мюнхенском университете (1945—1949). Докторат УСУ (1942, история). Узник концлагеря Терезиенштадт (1944—1945). Работал в универмаге и на шоколадной фабрике в Канаде (1951—1955). 1956-82 — в украинском отделении Госрадио Канады (Си-Би-Си).
Автор трудов по истории общественного движения на Украине XIX века, эпистолярного наследия украинской аристократии XIX — начала XX веков, истории украинского студенчества 1920-х — 1940-х годов и исследований по истории эпохи античности на территории юга Украины.
С 1992 года президент Украинской свободной академии наук. Издатель журнала «Розбудова держави», сотрудник журнала «Украинский историк».

## Сочинения
- Історичні концепції А. П. Свидницького. «Український історик», 1964, № 2—3;
- П.Куліш в оцінці І.Нечуя-Левицького. Там само, 1969, № 4; П. О. Куліш і О. Я. Кониський. Там само, 1970, № 1/3;
- Зізнання Степана Томашівського: коментарі і переклад. Там само, 1972, № 1/2;
- 3 приводу статті О. Пріцака «Походження Руси» Український історик № 03; 1975
- Коли постали Громади? В кн.: Збірник на пошану проф. д-ра О.Оглоблина. Нью-Йорк, 1977;
- М. П. Драгоманов і «Вільне слово». «Український історик», 1978, № 4;
- До 15-річчя Українського Історичного Товариства: Декілька міркувань. Там само, 1980, № 1—4;
- В.Липинський і Д.Дорошенко. Там само, 1982/1983, № 3/4, 1;
- «Киевская старина» (З приводу ювілеїв). Там само, 1983, № 2—4;
- Нова невдала концепція. Там само, 1985, № 1—4;
- Омелян Сеник і Микола Сціборський. В кн.: Календар-альманах Нового шляху на 1991 рік. Торонто, 1991;
- Шевченко і громади. «Слово і час», 1992, № 3;
- 50-річчя Української Вільної Академії Наук. «Український історик», 1995, № 1/4.